# Francinaina
Francinaina és un prenom femení català. Fou creat a partir de l'aglutinació del prenom compost Francina Aina o Francina-Aina (Francina i Aina), un prenom tradicional mallorquí, arran de la beatificació de la santa mallorquina Francinaina Cirer. Aquest prenom, originari de Mallorca, coexisteix amb la variant no aglutinada.

## Onomàstica
- Francinaina Cirer, beata, 27 de febrer

En el cas de la variant no aglutinada, també es pot celebrar la festa onomàstica en el sant de Francina o Aina

## Biografies
- Francinaina Noguera Garau, glosadora mallorquina
- Francina Aina Catany, glosadora mallorquina